# Oligonicella mexicanus
Oligonicella mexicanus là một loài Bọ ngựa trong họ Bọ ngựa. Loài này được Saussure and Zehntner miêu tả năm 1894. Đây là loài bản địa của Hoa Kỳ.